# Christina Patoski
Christina Patoski (nascida em 1948) é uma fotógrafa, jornalista e videoartista americana. Patoski é conhecida pelo seu projecto de longa data de fotografar o feriado e apresentações religiosas nos quintais de casas americanas suburbanas.
O seu trabalho encontra-se incluído na colecção do Museu de Belas Artes de Houston e do Museu Nacional de História Americana.

## Livros
- Feliz Natal da América: Uma visão do jardim da frente dos feriados - 1994.[1][2][6]